# Jagdpanzer IV
A Jagdpanzer IV (Sd.Kfz. 162) egy vadászpáncélos volt, amely a Panzer IV-es alvázán alapult, és három fő variációja készült. A járművet Heinz Guderian kívánalmai ellenére fejlesztették – aki a német Panzertruppen tábornoka volt –, és a StuG III-as felváltására szánták.

## Fejlesztés
A nyomasztó szovjet páncélosfölény páncélelhárító fegyverek egész sorának kifejlesztésére késztette a németeket. A korai páncélvadászok (Marder I, Marder II, Marder III), habár rendkívül hatékonyak voltak, páncélvédettségük messze elmaradt a kívánatostól. A probléma megoldását a hadvezetés egy új, megfelelő tűzerejű és páncélzatú vadászpáncélos kifejlesztésében látta. Az új „harckocsi-vadász” kifejlesztésére 1942 decemberében hirdetett pályázatot a Hadsereg Fegyverügyi Hivatala (Heereswaffenamt). A Hivatal követelményei szerint a járművet egy L/70-es csőhosszúságú 7,5 cm-es löveggel, valamint 100 mm-es homlokpáncélzattal kellett ellátni. A jármű alapjául a jól bevált Pz.Kpfw. IV alvázat jelölték ki.
A fejlesztési megbízást végül a plaueni Vomag (Vogtländische Maschinenfabrik AG) vállalat kapta, amely 1943. május 13-ára el is készítette a vadászpáncélos 1:1 méretarányú fa modelljét, amelyet be is mutattak a Führernek. Az első működőképes prototípus ugyanezen év decemberében készült el; még e hónapban beindult a sorozatgyártás. A gyártás beindítását azonban hátráltatta, hogy a 7,5 cm-es, hosszúcsövű löveg (a Pz.Kpfw. V Panther harckocsi lövegének módosított változata) próbái és gyártása akadozott. Tekintettel azonban az egyre válságosabb hadi helyzetre, utasították a Vomagot, hogy mielőbb kezdje meg a jármű sorozatgyártását. A probléma áthidalása végett a páncélvadászt a 7,5 cm-es PaK 39 típusú löveg L/43-as („0” széria), később pedig az L/48-as kaliberhosszúságú változatával fegyverezték fel. A jármű, melynek első példányai 1944 januárjában gördültek le a gyártósorról, a Jagdpanzer IV Ausf. F elnevezést és az Sd.Kfz. 162-es jelölést kapták.
A jármű páncélzata elmaradt ugyan a pályázati kiírásban szereplő 100 mm-es vastagságtól, ám ezt jól ellensúlyozza annak dőlésszöge és a jármű alacsony sziluettje, azaz a kis célfelület. A Jagdpanzer IV-es teljesítménye szinte teljesen megegyezett a StuG IV-esével, egyedül a páncélvédettség területén rendelkezett jobb mutatókkal. A („rövidcsövű”) Jagdpanzer IV-esből a gyártás leállításáig (1944. november) 769 darab épült a Vomag gyáraiban. A gyártás során számos módosítást végeztek a járművön. 1944 májusától sok egységnél elhagyták a csőszájféket, mivel számos panasz érkezett, hogy az tüzelés után felveri a port, ami amellett, hogy elárulja harcjármű pozícióját, „elvakítja” a személyzetet is. A járműveket 1944 szeptemberéig zimmerittel is bevonták. Számos járművet elláttak köténypáncélzattal (Schürzen) is, hogy fokozzák védelmüket.
A járművel nagyon sok probléma adótott. Műszakilag megbízhatatlannak bizonyult harci körülmények között, tervezési hiányosságok is mutatkoztak. 1944. június 6-án (a normandiai partraszállás idején) a 12/1. SS-páncélvadászok azért nem tudtak megindulni, mert a lövegekkel nem lehetett célozni. A lefolytatott vizsgálat szerint vagy a célzóoptika tervezési hibája, vagy a löveg beszabályozása okozta ezt. A június 9-én tartott újabb lőgyakorlatukon csak páncéltörő lőszerre tudták optimalizálni az irányzást, míg a repeszgránátok továbbra sem találtak célba. Végül július 6-ra sikerült a lövegeket beszabályozni, amiben segítséget jelentett, hogy aznap végre megérkeztek az egy hónapja megrendelt csőszájfékek.
Az L/70-es löveggel felfegyverzett változat fejlesztésébe a Vomag mellett bevonták az Alkett (Altmärkische Kettenwerke) céget is. A két vállalat másként oldotta meg a nagyméretű, PaK 42 típusú löveg beépítését, ezért a két jármű felépítménye eltért egymástól (az Alkett vállalat típusa magasabbra sikeredett). A két járművet párhuzamosan kezdték gyártani 1944 augusztusában. Az új, megnövelt tűzerejű páncélvadász a Panzer IV/70(A), illetve Panzer IV/70(V) típusjelzést és Sd.Kfz. 162/1-es jelölést kapta. A típusjelzésben szereplő A illetve V betűk a gyártóra utalnak (Alkett/Vomag). (Fontos megjegyezni, hogy a tévhittel ellentétben a vadászpáncélos hosszú csövű változatára soha nem használták a Jagdpanzer IV-es jelölést).

## Felépítése
A két gyártmány lényegében csak felépítményében különbözött. Az Alkett egy viszonylag magas, dobozszerű felépítményt épített a módosítás nélküli Pz.Kpfw. IV alvázakra. Ezzel szemben a Vomag igyekezett a járművet minél alacsonyabbra tervezni – ezzel is fokozva védelmét. (Panzer IV/70(V) magassága: 1850 mm, Panzer IV/70(A) magassága: 2350 mm). Az Alkett által tervezett és gyártott változat nagy méretének volt azonban egy előnye is: 90 lőszert tudott magával harcba vinni a Panzer IV/70(V) 55-60 lőszeres javadalmazásával szemben.
A Panzer IV/70 vadászpáncélosok mindkét változatához Pz.Kpfw. IV Ausf. H és J alvázakat használtak fel. A jármű fő fegyverzetét a középvonaltól 20 centiméterrel jobbra helyezték el és jobbra is, balra is 20°-os szögtartományban lehetett vele irányozni, függőleges irányzóképessége –5°–+15° volt. Az ezen a szögtartományon kívül eső célpontok megsemmisítéséhez az egész járművet el kellett fordítani. Az L/70-es kaliberhosszúságú PaK 42 típusú löveg a szabvány PzGr. 39-es páncéltörő lövedéket 925 m/s sebességgel lőtte ki, ami 500 méteren 124, míg 1000 méteren 111 milliméter vastag homogén páncél átütésére volt képes 30 fokos becsapódási szög esetén. Ez a teljesítmény képessé tette valamennyi korabeli harckocsi megsemmisítésére. A Panzer IV/70 személyzete (mindkét gyártmánynál) 4 főből állt: vezető, parancsnok, töltő és irányzó. Fegyverzetéhez 79 darab páncéltörő gránátot és 600 darab géppuskalőszert lehetett bemálházni.
Az első példányok a Panzer-Lehr hadosztály páncélvadász osztályához kerültek, és első bevetésük 1944 márciusában, Magyarország megszállása alkalmával volt. Valódi harci bevetésére a Hermann Göring páncéloshadosztály kötelékében, Olaszországban került sor.
A gyártás folyamán számos kisebb-nagyobb módosítást végeztek a Panzer IV/70-esek kialakításán. 1944 szeptemberétől a láncvezető görgők számát négyről háromra csökkentették. A korai járműveket, amelyek 1944 szeptembere előtt készültek, zimmerittel is bevonták. A vadászpáncélosok nagy részét ellátták köténypáncélzattal (Schürzen) vagy az azt helyettesítő dróthálóval. (A háború vége felé ez utóbbi, olcsóbb megoldás volt a jellemző.). Szintén szeptemberben vezették be az új kipufogórendszert is. A hatalmas löveg és a vastag elülső páncélzat terhét nehezen viselték a Pz.Kpfw. IV alváz elülső görgői, ezért azokat gumiabroncsosról acélperemesre cserélték. (A Panzer IV/70(V) esetében az első két görgőt, a Panzer IV/70(A) esetében pedig az első négyet).
1944 augusztusa és 1945 márciusa között összesen 278 Panzer IV/70(A), valamint 930 Panzer IV/70(V) épült. A Panzer IV/70 vadászpáncélosok gyártási üteme jóval elmaradt a tervezettől, amiért a szövetséges bombázások és az anyaghiány mellett Heinz Guderian, a páncélos fegyvernem főfelügyelője (General Inspector der Panzertruppen) volt okolható. Guderian teljesen elégedett volt a StuG III-asok páncélvadászként nyújtott teljesítményével, így felesleges pazarlásnak vélte, hogy erőforrásokat (alvázakat) vonjanak el a Wehrmacht páncélos erejének gerincét adó Pz.Kpfw. IV harckocsik gyártásától. Az új vadászpáncélos ebből, valamint a nehézkes mozgásából kifolyólag a „Guderian-kacsa” („Guderian-Ente”) gúnynevet kapta. Születtek tervek a Jagdpanzer IV-es továbbfejlesztésére (pl: 8,8 cm-es PaK 43-as beépítésére), de ezek sohasem valósultak meg.

## Alkalmazás
A Jagdpanzer IV-eseket rendszerint a páncélos- és páncélgránátos-hadosztályok a páncélvadász zászlóaljaihoz (Panzerjäger Abteilung) osztották be 1944 márciusától kezdve. A típus első bevetésére Itáliában került sor a Herman Göring hadosztály kötelékében. A keleti fronton harcoló egységek közül először a 4. és az 5. páncéloshadosztályt szerelték fel ezekkel a járművekkel. Normandiában 1944 júniusában 62 (más források szerint csak 60) Jagdpanzer IV-es állt szolgálatban a Panzer Lehr, a Hitlerjugend, valamint a 9. páncéloshadosztály kötelékében. A rövidcsövű vadászpáncélos hatékony ideiglenes megoldásnak bizonyult a nagyobb tűzerejű változat szolgálatba állításáig. Harckocsi-vadász létére rohamlövegként a gyalogság támogatására is kiválóan megfelelt.
A Panzer IV/70(V) a nyugati fronton esett át a tűzkeresztségen 1944 augusztusában, a 105. és 106. páncélos-dandár (Panzer Brigade) kötelékében harcolva. A Vomag által tervezett hosszú csövű vadászpáncélosokat páncélos- és páncélgránátos-hadosztályok a páncélvadász zászlóaljaihoz (Panzerjäger Abteilung), valamint önálló páncélvadász zászlóaljakhoz és páncélos-dandárokhoz osztották be. A legnagyobb mértékű bevetésre az Ardennekben (1945) került sor, ahol a Panzer IV/70(V) mintegy 137 példánya harcolt. Sok más rohamlöveghez és vadászpáncéloshoz hasonlóan a Panzer IV/70(V) is alanyává vált annak a (hibás) gyakorlatnak, hogy a páncéloshadosztályok harckocsi-veszteségeit torony nélküli harcjárművekkel pótolták.
A Panzer IV/70(A) 1944 szeptemberében került először a páncéloshadosztályokhoz, mint „szabvány harckocsi” a veszteségek pótlására. Szintén ezzel a típussal pótolták a rohamlöveg-veszteségek egy részét is. A Panzer IV/70(A)-k nagy része a keleti fronton került bevetésre.
Egy 1945. április 10-én kelt leltár szerint a Panzer IV/70 285 példánya állt még mindig szolgálatban: 274 a keleti fronton, 8 Olaszországban és 3 a nyugati frontvonalon harcolt.
Összegezve a Jagdpanzer IV-es típus család (ideértve most a Panzer IV/70(A) és (V)-t) sikeres vadászpáncélosnak bizonyult. Döntött páncélzata és alacsony építése kiváló védelmet nyújtott számára, míg nagy teljesítményű lövege révén (különösen a Panzer IV/70 esetében) minden korabeli ellenfelével szemben felvehette a harcot. A típus legfőbb hátránya a torony hiányából adódó szűk irányzási tartomány. Ez azonban a háború vége felé nem okozott akkora problémát, lévén, hogy a Wehrmacht minden fronton védekezésre kényszerült, így hát a fenyegetés többnyire szemből érkezett.
Érdekesség, hogy a típus karrierje nem ért véget a második világháború végeztével: 6 Jagdpanzer IV-es – más korabeli német hadfelszereléssel egyetemben – eljutott a Szíriai Hadsereghez, amely be is vetette azokat az arab–izraeli háborúk során.

## Túlélő járművek
- Jagdpanzer IV L/48 (0-széria): kiállítva Németországban, Münsterben a Deutsches Panzermuseumban. A jármű egy előszériás modell lekerekített elülső páncéllemezekkel. Előzőleg a franciaországi Saumur Musée des Blindés kiállítási tárgya volt.
- Jagdpanzer IV L/48: kiállítva Németországban, Münsterben a Deutsches Panzermuseumban. Egy korai változat 60 mm-es páncélzattal. A járművet a koblenzi WTS-től kölcsönzik, előzőleg az amerikai United States Army Ordnance Museumhoz tartozott. 1960-ban került vissza Németországba.
- Jadgpanzer IV L/48: kiállítva Franciaországban, Saumurban a Musée des Blindés-ben. Egy korai változat 60 mm-es páncélzattal.
- Jadgpanzer IV L/48: kiállítva Svájcban a Thun Harckocsi Múzeumban. Egy kései változat 80 mm-es homlokpáncéllal.
- Jagdpanzer IV L/48: jelenleg Bulgáriában egy katonai raktárban van. Ez egy nagyon korai L/48 típus, az egyetlen fennmaradt példány, amelynél a vezető géppuskájának helyét behegesztették. Korábban a bolgár határ védvonalának részét képezte. 2008 februárjában a Bolgár Védelmi Miniszter parancsba adta, hogy állítsák helyre a járművet, majd ajánlják fel egy bolgár múzeumnak, vagy adják el egy magángyűjtőnek.
- Jagdpanzer IV L/70 (Vomag): kiállítva Bulgáriában, Szófiában a Hadtörténeti Nemzeti Múzeumban.
- Jagdpanzer IV L/70 (Vomag): kiállítva Oroszországban a Kubinka Harckocsi Múzeumban.
- Jagdpanzer IV L/70 (Vomag): kiállítva Amerikában, Aberdeenben a United States Army Ordnance Museumban.
- Jagdpanzer IV L/70 (Vomag): kiállítva Amerikában, Kentucky Fort Knox Patton Museumban. Ez a jármű előzőleg a nagy-britanniai Shrivenham Tanulmányi Gyűjtemény részét képezte.

Jagdpanzer IV L/70 (Vomag): kiállítva a Kanadában, Ottawában a Kanadai Hadimúzeumban. Ez a jármű korábban a Forces Base/Area Support Unit Shilónál volt.
- Jagdpanzer IV L/70 kései (Alkett): kiállítva Franciaországban, Saumurban a Musée des Blindés-ben. A járművet 1944-45 között a Szabad Francia erők használták. A járművön látható egy páncéltörő lövedék által okozott sérülés.

### Típusváltozatok
- Jagdpanzer IV – PaK 39 L/48 vagy KwK 40 L/48 7,5 cm-es löveggel felfegyverzett változat
- Panzer IV/70(V) – PaK 42 L/70 7,5 cm-es löveggel felfegyverzett, a Vomag által gyártott változat
- Panzer IV/70(A) – PaK 42 L/70 7,5 cm-es löveggel felfegyverzett, az Alkett által gyártott változat

## Fordítás
- Ez a szócikk részben vagy egészben  a   Jagdpanzer IV című angol Wikipédia-szócikk fordításán alapul.  Az eredeti cikk szerkesztőit annak laptörténete sorolja fel. Ez a jelzés csupán a megfogalmazás eredetét és a szerzői jogokat jelzi, nem szolgál a cikkben szereplő információk forrásmegjelöléseként.